# Lobet Gott in seinen Reichen, BWV 11
Lobet Gott in seinen Reichen ("Louvai a Deus em seus Domínios", também conhecido como "Himmelfahrtsoratorium" ou "Oratório de Ascensão", BWV 11) é um oratório de J. S. Bach. Foi provavelmente composto em 1735, com texto, presumivelmente, de Picander. No  Bach-Gesamtausgabe (BGA), a obra é incluída nas cantatas (apesar de seu pequeno número BWV), e no Bach Compendium é numerado BC D 9 e incluído nos oratórios. Baseia-se em textos bíblicos e, portanto, contém recitativos de um evangelista e outras personagens. Bach o marcou como "Oratorium In Festo Ascensionis". Essa obra de duas partes contém 11 números, com a duração de cerca de uma hora e meia:
1. Choral — "Lobet Gott in seinen Reichen"
2. Evangelist (Tenor) — "Der Herr Jesus hub seine Hände auf",
3. Recitative (Bass) — "Ach, Jesu, ist dein Abschied schon so nah?"
4. Aria (Alt) — "Ach, bleibe doch, mein liebstes Leben" (paródia musical de uma mais antiga e perdida cantata nupcial, que é também a fonte do Agnus Dei da Missa em Si menor)
5. Evangelist (Tenor) — "Und ward aufgehoben zusehends"
6. Choral — "Nun lieget alles unter dir"
7. Evangelists (Tenor and Bass) — "Und da sie ihm nachsahen gen Himmel fahren"
8. Recitative (Alt) — "Ach ja! so komme bald zurück"
9. Evangelist (Tenor) — "Sie aber beteten ihn an"
10. Aria (Soprano) — "Jesu, deine Gnadenblicke" (ambas as flautas tocam em uníssono, da mesma forma oboés e violinos e violas)
11. Choral — "Wenn soll es doch geschehen"

## Instrumentação
2 flautas, 2 oboés, 3 trompetes, tímpanos, cordas, contínuo, 4 solistas vocais (SCTB) e coro.